# Graneledone boreopacifica
Espèce
Graneledone boreopacifica est une espèce de pieuvres de la famille des Octopodidae. L’espèce est présente dans la zone bathyale des océans Pacifique et Atlantique ; des individus ont été repérés jusqu’à 3 000 mètres de profondeur.
L'holotype de cette espèce a un manteau de 9 cm de longueur. À l'âge adulte, la taille de ses bras atteint environ 50 cm, mais lorsqu'elle est recroquevillée elle a les dimensions d'un ballon de football. Le spécimen type a été recueilli dans l'océan Pacifique (50° N, 151° E) et se trouve à l'Institut zoologique de Saint-Pétersbourg, en Russie.

## Reproduction
Une femelle a été observée dans le canyon de Monterey (Californie) par 1 397 mètres de fond couvant ses œufs pendant 53 mois, soit 4 ans et demi. C'est la plus longue période d'incubation connue dans le règne animal. Elle pond environ 160 œufs de la taille d'une olive en forme de larme qu'elle attache à un rocher. Les pieuvres sont des animaux à sang froid, de sorte qu'elles ne peuvent pas garder leurs œufs au chaud comme les oiseaux, mais elles le font pour protéger leurs œufs des prédateurs, des parasites et de la saleté. La génitrice ne se nourrit pas pendant toute la gestation, son état se dégrade progressivement en utilisant son propre corps comme énergie. Elle meurt après l'éclosion de tous les œufs. Les scientifiques ignorent comment la génitrice survit aussi longtemps alors que la plupart des poulpes vivent rarement plus de deux ans. Une fois sortis de leur œuf, les nouveau-nés sont parfaitement développés, ils ressemblent à des adultes miniatures mesurant 4 cm. Dans les abysses la température de l'eau est fraîche (ici, 3 °C), le développement des animaux à sang froid est considérablement ralenti. Le spécimen de Monterey a été observé 18 fois couvant les mêmes œufs au cours des 4,5 années. Depuis avril 2007 jusqu'en septembre 2011, mais elle a disparu et les œufs étaient vides un mois plus tard. Cette stratégie de reproduction est commune dans les grands fonds et s'avère être payante pour G. boreopacifica puisqu'il est l'un des octopodes abyssaux les plus abondants dans l'est du Pacifique Nord,,.